# The Story of Little Black Sambo
The Story of Little Black Sambo è un libro per bambini scritto e illustrato dall'autrice scozzese Helen Bannerman e pubblicato da Grant Richards nell'ottobre 1899. Come parte di una serie di libri di piccolo formato chiamati The Dumpy Books for Children, la storia rimase popolare per più di mezzo secolo.
La critica contemporanea osservò che Bannerman introdusse uno dei primi eroi neri nella letteratura per bambini e riconosce al libro di avere rappresentato positivamente dei personaggi dalla pelle scura sia nel testo sia nelle illustrazioni, specialmente se paragonato ad altri libri simili del periodo che descrivevano i neri come persone semplici, ignoranti ed incivili. Tuttavia, il libro è comunque diventato oggetto di accuse di razzismo nel XXI secolo a causa di alcuni stereotipi dovuti ai nomi dei personaggi essendo Sambo, Jumbo e Mumbo dei termini razzisti per identificare persone dalla pelle scura, e per il fatto che le illustrazioni fossero, come fatto notare da Langston Hughes, in stile colonialista. Nelle edizioni più recenti, sia il testo che le illustrazioni hanno subito una notevole revisione.

## Trama
Sambo è un ragazzo dell'India meridionale che vive con suo padre e sua madre, chiamati rispettivamente Black Jumbo e Black Mumbo. Mentre cammina, Sambo incontra quattro tigri affamate e cede a loro i suoi nuovi vestiti colorati, le scarpe e l'ombrello in modo che non lo mangino. Le tigri sono vanitose e ognuna pensa di essere vestita meglio delle altre. Hanno una discussione massiccia e si rincorrono attorno a un albero finché non vengono ridotte a una pozza di ghī (burro chiarificato). Sambo recupera i suoi vestiti e torna a casa, e suo padre poi raccoglie il burro chiarificato, che sua madre usa per preparare delle frittelle.

## Ristoranti
Lil' Sambo's fu un ristorante fondato nel 1957 a Lincoln City, Oregon. Restò attivo per 65 anni fino alla chiusura avvenuta nel 2022 a causa dell'età avanzata dei titolari.
Sambo's fu inoltre il nome di una popolare catena di ristoranti negli Stati Uniti d'America, fondata negli anni cinquanta da Sam Battistone Sr. e Newell Bohnett a Santa Barbara, in California. Decorando le pareti dei locali con scene tratte dal libro, la catena sfruttò i personaggi del libro (inclusi Sambo e le tigri) a scopo promozionale, sebbene originariamente il nome del locale fosse stato preso da una porzione del nome dei fondatori, Sam (Sam Battistone) e Bo (Newell Bohnett). La catena di ristoranti chiuse per bancarotta nel novembre 1981. Tutte le sedi, tranne la sede storica a Santa Barbara, furono chiuse definitivamente o furono rinominate dopo essere state acquistate, ponendo di fatto fine all'esistenza della catena.
Il ristorante di Santa Barbara proseguì l'attività con il nome Sambo's fino al 2020, quando fu rinominato Chad's dal nome del proprietario, Chad Stevens. Le proteste seguite alla morte di George Floyd contro il razzismo negli Stati Uniti portarono il proprietario del ristorante a cambiare il nome del locale.